# Килиан Албрехт
Килиан Албрехт (на немски: Kilian Albrecht) е български скиор, състезавал се и под австрийско знаме. Роден е на 13 април 1973 г. в Ау, Австрия.
Албрехт е дипломиран ски инструктор. В своята кариера е завършвал два пъти втори в надпреварата за Световната купа по слалом
- 2001 след Ханс Петер Бураас
- 2002 след Райнер Шьонфелдер

Между 1995 и 2007 г. е попадал 18 пъти сред 10 най-добри в ранглистата.
На Зимните олимпийски игри през 2002 в Солт Лейк Сити, той изпуска бронзовия медал завършвайки на 4 стотни след Бенямин Райх.
В следващите години Албрехт редовно се състезава в състезанията за Световната купа, но вече не заема челни места. Имало е вариант да се състезава за ОАЕ, който пропада.
През декември 2006 г. Албрехт получава българско гражданство и се състезава под българския флаг. През 2007 става републикански шампион на България и на Италия.

## Успехи
- 1992 бронзов медал в юношеската световна купа
- 1999 златен медал на словашката Универсиада
- 2001 Участване на световнота първенство в Ст. Антон
- 2001 Второ място на световната купа по слалом
- 2002 четвърто място на олимпийските игри
- 2002 единадесето място в олимпийската комбинация
- 2002 второ място на световната купа по слалом
- 2007 тринадесето място на световната купа по слалом
- 2007 Републикански шампион на България и Италия